# 15e régiment du génie de l'air

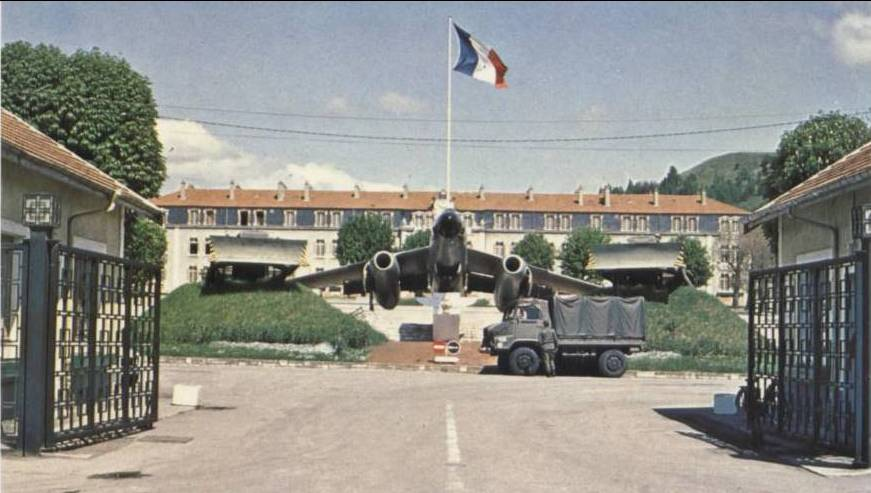
Caserne 15e RGA, Toul

Le 15e régiment du génie de l'air était un régiment de l'Armée de terre de l'arme du Génie, mis à disposition du commandement de l’Armée de l'air. Les personnels du Génie de l'Air relevaient, pour les appelés, du contingent "Air" annuel, pour les personnels d'active, pratiquement tous du Génie-Terre, mais « prêtés » contre remboursement. Les hommes avaient donc la particularité de porter des fourreaux d'épaule mixtes air/génie (velours noir, galons génie et charognard type Armée de l'air) signifiant que le régiment relève de l'Armée de terre pour administration et à l'Armée de l'air pour emploi.
Le régiment était basé à Écrouves près de Toul, avenue du 15e Génie, Écrouves se divise en 4 quartiers et la caserne Thouvenot se situait dans le quartier de Bautzen. Elle était la base aérienne 551.
Un SO-4050 Vautour, encadré de deux bulldozer trônait sur la place d'armes, jusqu'en juillet 1998, date de sa dissolution.

Le 15e RGA était le dépositaire des traditions des unités de la voie de 60. Il portait le numéro de l'ancien régiment de voie de 60
.

## Création et différentes dénominations
- 1951 : à partir d'éléments du 11e bataillon du Génie de Libourne, le 15e bataillon du Génie de l‘Air est créé le 1er janvier 1951 à Toul quartier Thouvenot et caserne Marceau à Écrouves. Le 15e BGA devient le 15e Régiment du Génie de l'Air le 1er octobre 1951
- 1952 : La 5e compagnie du 15e RGA donne naissance au 25e bataillon du Génie de l'Air créé en 1952 à Compiègne
- 1955 : 1er août 1955, formation d'un détachement de travail à destination de l'Afrique du Nord, ce détachement précurseur devient le 1er septembre 1955, la 45e Compagnie de Terrains du Génie de l'Air, puis le 19 mars 1956 le 45e Bataillon Allégé du Génie de l'Air. 1956. Le 15e R.G.A. dirige de nombreux détachements pendant cinq à six ans sur le 45e BAGA, stationné à la Reghaia puis à Ain-el-Turck.Le dernier détachement, en date du 16 juillet 1964, est dirigé sur Toulouse, ville vers laquelle le 45e B.A.G.A. a fait mouvement entre-temps.
- 1963 : 1er octobre, formation de la 115e Compagnie de Marche du Génie de l'Air[1], la compagnie, formant corps[2], est mise à la disposition du Commandement interarmées en vue de son emploi au centre d’Expérimentations du Pacifique (CEP), dans le cadre des essais nucléaires français, en Polynésie française[3]. Six officiers du régiment sont affectés à cette compagnie, ce sont les :

Capitaine Lagadec, Lieutenant Roignant, Lieutenant Merlette, Lieutenant Bobin, Lieutenant Gallon, Lieutenant Schwald; les premières mises en route sont effectuées le 8 octobre 1963, le lieutenant Schwald assiste au premier embarquement qui a lieu au Havre le 12 octobre 1963.
- 28 octobre 1963, la 4e compagnie du 15e régiment du génie de l'air est implantée définitivement sur la base aérienne 125 Istres-Le Tubé[4].
- 3 décembre 1971, le Ministre d'État chargé de la Défense Nationale décide de constituer à compter du 1er janvier 1972: la Compagnie 4/18 du Génie de l'Air en détachement autonome de type 4 C[5].
- 7 décembre 1972, le Ministre d'État chargé de la Défense nationale décide, pour traduire son intention d'adapter de façon plus étroite les formations du Génie de l'Air, à l'organisation territoriale de l'Armée de l'Air et de faciliter la mobilisation de ces unités en leur conférant des structures "Paix" directement issues de leurs structures "Guerre", la transformation de la 4e Compagnie du 15e régiment du génie de l'air stationnée à Istres[6].
- 1973 : à compter du 1er janvier 1973, la 4e Compagnie du 15e régiment du génie de l'air est transformée en bataillon et prend l'appellation de 35e Bataillon du Génie de l'Air.
- En 1974, une compagnie du régiment est entièrement destinée à l'instruction et devient le Centre d'instruction des Spécialistes du génie de l'Air.
- 1998 : 30 juin 1998, dissolution du 15e régiment du Génie de l'Air. Le Génie de l'Air ne comprendra donc qu'un seul régiment le 25e régiment du génie de l'air, formé de 5 compagnies professionnalisées stationnées à Istres (2 compagnies), Mont-de-Marsan (1 compagnie), Avord (1 compagnie) et 1 compagnie au DA136 de Toul/Rosières Colonel PHELUT.
- 2004 : Le Détachement Air (DA) 136 est dissous le 31 août 2004. La 5e compagnie opérationnelle du Génie de l’Air de Toul est également dissoute. Son centre d’instruction est donc rapatrié à Istres et devient la Section d'Instruction des Spécialistes du Génie de l'Air, centre délégué de formation rattaché à l'École du génie d'Angers.

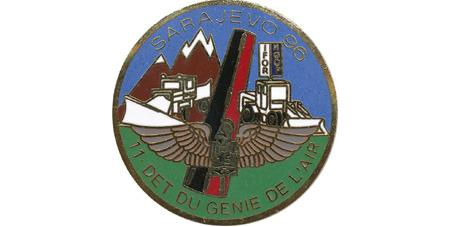
Insigne régimentaire du 15e Régiment du Génie de l'Air I.F.O.R. 1996 (Sarajevo).
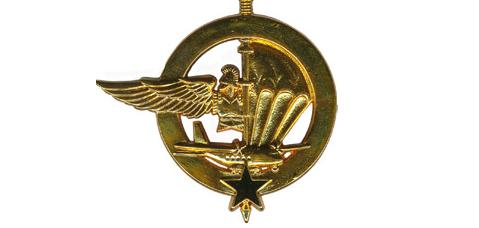
Insigne du Brevet de Reconnaissance des Terrains Sommaires du 15e Régiment du Génie de l'Air.

## Colonels et Chefs de Corps
- 03/01/1951 - 30/09/1951 Lieutenant-colonel Cros
- 01/10/1951 - 31/05/1954 Colonel Cinquin
- 10/06/1954 - 08/02/1957 Colonel Montagner
- 09/02/1957 - 24/09/1957 Colonel Long
- 25/09/1957 - 23/09/1959 Colonel Bouveret
- 24/09/1959 - 30/09/1961 Lieutenant-colonel Fourichon
- 01/10/1961 - 22/09/1962 Colonel Perie
- 23/09/1962 - 25/09/1964 Colonel Girardot
- 26/09/1964 - 27/09/1966 Colonel Varelet
- 01/11/1966 - 08/08/1968 Colonel Gere
- 09/08/1968 - 18/01/1971 Colonel Belasco
- 19/01/1971 - 10/08/1973 Colonel Passerat
- 11/08/1973 - 16/06/1975 Colonel Auvin
- 17/06/1975 - 17/08/1977 Colonel Lassus
- 18/08/1977 - 20/08/1979 Colonel Martinage
- 21/08/1979 - 16/07/1981 Lieutenant-colonel Grangeon
- 17/07/1981 - 19/07/1983 Colonel Jouslin de Pisseloup de Noray
- 1983-1985 Colonel Chavagnier
- 1985-1988 Colonel Simon
- 1988-1990 Colonel Nury
- 1990-1992 Colonel Hombourger
- 1992-1994- Colonel Castela
- 1994-30/06/1998-  Colonel Truc

## Drapeau
Il s'agit de l'emblème du 15e régiment du génie. Le 15e RGA était le dépositaire des traditions des unités de la voie de 60. Il portait le numéro de l'ancien régiment de voie de 60 qui avait lui-même la garde de deux fanions souvenirs des 68e et 69e Régiment d'Artillerie à Pied.
Il porte, cousues en lettres d'or dans ses plis, les inscriptions suivantes :

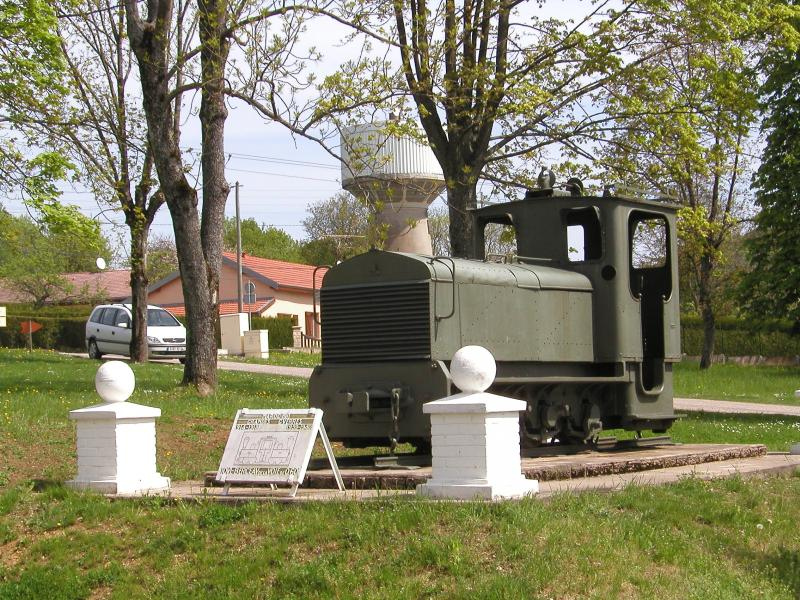
Monument aux Morts de la voie de 60, Caserne 15e RGA, Toul

Par ce drapeau, se trouve assurée la continuité entre les canonniers des  68e et 69e Régiment d'Artillerie à Pied  puis d'Artillerie, les Sapeurs des Chemins de Fer des 68e Régiment du Génie et 15e régiment du génie et les Sapeurs de l'Air du 15e régiment du génie de l'air.
Après la dissolution en 1940 des unités de Chemins de Fer issues du 15e régiment du génie, le drapeau est préservé. En 1942, il se trouve au 9e bataillon du Génie de l'Armée d'armistice à Roanne; au mois de novembre, le colonel Legrand le dissimule dans une cave du musée Descholette à Roanne. Il est gardé ensuite par Madame Vagneron, veuve de l'adjudant-chef Vagneron du 152e régiment d'infanterie à Riorges Loire. Il est repris ensuite par le Colonel Legrand, commandant le 152e régiment d'infanterie qui le verse au Service Historique de l'Armée le 8 mars 1946. Le 28 juin 1951, il est remis au 15e Bataillon du Génie de l'Air, sur la place d'armes du Quartier Thouvenot à Toul; le ministre et le secrétaire d'État aux Forces armées sont présents, ainsi que les généraux d'Armée aériennes Lecher et Vallin.
Le drapeau devient l'emblème du 15e régiment du génie de l'air, constitué le 1er octobre 1951 à la suite de la dissolution du 15e Bataillon du Génie de l'Air.
Le 15e RGA de Toul était le dépositaire des traditions des unités de la voie de 60. On notait la présence, dans la caserne Thouvenot-Bautzen, à Toul, de matériel de voie de 60. Le seul locotracteur Schneider survivant connu était le monument aux morts, lien avec les sapeurs de la voie de 60 décédés au combat. Il y avait également une plateforme d'artillerie Péchot Mle 1888. Le locotracteur Schneider est maintenant à son ancien emplacement, dans l'emprise de la CCT. L'amicale des anciens du 15e RGA conserve la responsabilité du site.

## Devise
Agir Vite et Puissamment

## Missions et rôle du Génie de l’Air
Le 15e RGA s'entrainait à ses missions au cours d'exercices sur l'ancienne base de Vouziers-Séchault, construite à l'origine comme base auxiliaire (Dispersed Operating Base) pour l'USAF en 1952. Cette ancienne base aérienne de l'OTAN a été déclassée en 1969 et transformée trois ans plus tard en terrain d'exercices attribué l'année suivante au 15e régiment du Génie de l'Air avec présence d'un détachement permanent depuis 1972.

## Historique
- Le 15e Bataillon du Génie de l'Air[1]. 1er janvier au 30 septembre 1951.

le 15e Bataillon du Génie de l'Air a été formé à partir d'une compagnie du XIe Bataillon du Génie crée à Libourne en 1948.
Le 12 juin 1950, un détachement précurseur composé d'un aspirant et de quatre sapeurs est dirigé sur Toul où doit être stationnée cette unité. Trois jours plus tard, une partie de la 3e Compagnie du XIe Bataillon comprenant 1 officier, 1 sous-officier et 35 sapeurs est détachée à Toul. Le 1er septembre, le reste de la 3e Compagnie est à son tour dirigé sur Toul; elle est composée de 2 officiers, 1 aspirant, 6 sous-officiers, 62 sapeurs. Le détachement est placé le 6 octobre sous les ordres du chef de bataillon Cros.
Le 1er janvier 1951, le 15e Bataillon du Génie de l'Air est formé au quartier Thouvenot à Toul. Le Lieutenant-colonel Cros prend le commandement du bataillon le 3 janvier. Ce bataillon se compose de 5 compagnies. L'effectif théorique est le suivant : 32 officiers, 112 sous-officiers, 695 caporaux et sapeurs. La première incorporation a lieu du 24 au 28 avril (450 recrues).
Le 30 septembre 1951, le 15e Bataillon du Génie de l'Air est dissout par Décision Ministérielle no 3113/EMFAG/10 du 3 septembre 1951.
Travaux effectués par le Bataillon :
Un certain nombre de détachements sont dirigés sur Bordeaux, Toulon, Marseille, Lahr (Allemagne) pour percevoir du matériel. Le 13 mai, un premier train de 45 wagons chargés de matériels venant de Oued-Smar (tracteurs, bétonnières, camions) est déchargé. Le 19 mai, arrive un second train de matériel de même provenance et le 25 juin, trois nouveaux trains.
Travaux de casernement : La construction d'un nouveau hangar, dénommé "hangar Sarrade & Galtier" est entreprise dès le 5 janvier sous la direction du Capitaine Pantalacci et terminée le 6 février. Le nouveau mess du bataillon est terminé le 18 juillet.
Damblain La reconnaissance concernant les travaux topographiques pour la création d'un terrain d'aviation est effectuée le 20 juin 1951 par le Lieutenant Lassus. Cet officier commande le détachement acheminé le 18 juillet pour effectuer ses levers topographiques.
Écrouves Des essais de destruction de piste sont entrepris le 22 septembre.
Luxeuil La pose de plaques PSP sur une aire de stationnement au profit de l'Armée de l'Air débute le 2 mai 1951.
Mailly (camp de) Le 18 juin un détachement est dirigé sur Mailly pour y effectuer des travaux commandés par l'Armée de l'Air.
Par ailleurs, le 15e BGA expédie du matériel de chantier à : Cormeilles-en-Vexin le 27 juin 1951, Orléans le 27 juin 1951, Rosières en Haye le 30 août 1951, Villacoublay le 27 juin 1951.
- Le 15e Régiment du Génie de l'Air[1].

Le 1er octobre 1951 est formé le 15e Régiment du Génie de l'Air par la dissolution du 15e Bataillon selon les prescriptions de la décision ministérielle no 3113/EMFAG/10 du 3 septembre 1951.
Le Colonel Cinquin arrive le 5 janvier 1952 au corps pour prendre le commandement.
Organisation provisoire du Régiment : Etat-Major, Compagnie de Commandement, Compagnie Régimentaire des Services, 1er Bataillon comprenant : 1er, 2e et 3e compagnie, 2e Bataillon comprenant les 5e et 6e compagnie, les 7e et 8e compagnies sont des compagnies cadres.
Le régiment occupe le quartier Thouvenot et le quartier Bautzen. Le 29 décembre 1951, l'État-Major du régiment s'installe dans le bâtiment "Y" du quartier Thouvenot entièrement remis à neuf.

## Matériels
Engins de travaux publics, poids lourds, production et mise en œuvre de produits noirs et béton :

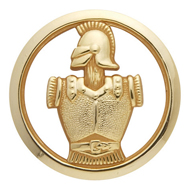
Insigne de béret du génie

TBU Berliet et D8 Caterpillar.

## Personnalités ayant servi au15eRGA
Philippe Houbron, général de division, commence sa carrière au 15e régiment du génie de l’air à Toul. Il prend ensuite le commandement du Centre d’instruction des spécialistes du génie de l’air, au 15e régiment du génie de l’air.

## Sources et bibliographie
- Historique du 15e RG, 1965, dactylographié, illustré, 230 pages et annexes.
- Historique du 15e régiment du Génie de l'Air, 1982/1983, Service historique des Armées, Vincennes
- 15e RGA 40e anniversaire 1951- 1991, dactylographié, 108 pages, illustré, nlnd.
- Alain Meigner, Le chemin de fer militaire à voie de 60. Vie et œuvre du colonel Péchot, Colmar, Jérôme Do. Bentzinger, 2007
- Précis des unités du Génie de 1793 à 1993 (ND) par le Cne(er) Giudicelli et le Maj(er) Dupire.